# بوبي برينان (لاعب كرة قدم)
بوبي برينان (بالإنجليزية: Bobby Brennan)‏ (14 أبريل 1979 في الولايات المتحدة - ) هو لاعب كرة قدم أمريكي في مركز الدفاع. لعب مع Milwaukee Rampage ‏ وLong Island Rough Riders ‏.